# Cranoglanis caolangensis
Cranoglanis caolangensis är en fiskart som beskrevs av Nguyen 2005. Cranoglanis caolangensis ingår i släktet Cranoglanis och familjen Cranoglanididae. Inga underarter finns listade i Catalogue of Life.